# Jean Mabillon
Jean Mabillon, chamado também Dom Mabillon, (Saint-Pierremont, 23 de novembro de 1632 — Saint-Germain-des-Prés, 27 de dezembro de 1707) foi um monge beneditino, erudito e historiador francês considerado o fundador da paleografia e da diplomática, disciplinas auxiliares da história.

## Biografia
Jean Mabillon era filho de Estienne Mabillon (que morreu em 1692 aos 104 anos) e Jeanne Guérin. Aos 12 ele ingressou no Collège des Bons Enfants em Reims e em 1650 no seminário dessa cidade. Ele deixou o seminário em 1653 para se tornar um monge numa abadia maurista. Sua devoção aos estudos deixou-o doente, e ele foi enviado para Corbie em 1658 para recuperar as forças. Em 1663 ele foi transferido para São Denis, perto de Paris, e no ano seguinte para a abadia de Saint-Germain-des-Prés, também em Paris, onde ele se encontrou e trabalhou com vários outros estudantes, incluindo Charles du Fresne, Etienne Baluze, e Louis-Sébastien Le Nain de Tillemont.
Em Saint-Germain, Mabillon editou os trabalhos de Bernard de Clairvaux (publicado em 1667), e também trabalhou nas Vidas dos santos beneditinos (publicado em 1668). Em 1681 ele publicou De re diplomatica libri sex, que investigava os diferentes tipos de escrita medieval e manuscritos e agora é visto como o trabalho fundador da paleografia e da diplomática. O trabalho trouxe a ele a atenção de Jean-Baptiste Colbert, que lhe ofereceu uma pensão (a qual ele declinou), e Luís XIV da França. Ele começou a viajar pela Europa, para Flanders, Suíça, Alemanha, e Itália, na busca de manuscritos medievais e livros para a biblioteca real.
Entretanto, houve oponentes aos seu trabalho. Alguns monges de sua própria abadia criticaram suas Vidas por ser muito acadêmica, e o abade La Trappe declarou que ele estava quebrando as regras de sua ordem por devotar a sua vida mais aos estudos do que ao trabalho manual. Ele também teve problemas por denunciar a veneração de relíquias de "santos desconhecidos," escreveu uma crítica polêmica dos trabalhos de Santo Agostinho, e foi acusado de jansenismo, mas sempre contou com o apoio do rei e da Igreja.
Em 1701 Mabillon foi escolhido pelo rei como um dos membros fundadores da Académie des Inscriptions et Belles-Lettres, e em 1704 um suplemento de De re diplomatica foi publicado. Em 1707 ele morreu e foi enterrado na abadia de Saint-Germain-des-Prés.